# Kő-hegy (Budaörs)
Kő-hegy är en kulle i Ungern. Den ligger i provinsen Pest, i den nordvästra delen av landet, 20 km norr om huvudstaden Budapest. Toppen på Kő-hegy är 362 meter över havet.
Terrängen runt Kő-hegy är kuperad åt nordväst, men åt sydost är den platt. Runt Kő-hegy är det tätbefolkat, med 427 invånare per kvadratkilometer. Närmaste större samhälle är Budapest, 19,7 km söder om Kő-hegy. Omgivningarna runt Kő-hegy är en mosaik av jordbruksmark och naturlig växtlighet.